# 賴瑞爾山
在托爾金（J. R. R. Tolkien）小說的中土大陸裡，賴瑞爾山（Mount Rerir）是薩吉理安（Thargelion）海萊沃恩湖（Lake Helevorn）以北的一個山峰，也是蓋林河（Gelion）的源頭。
賴瑞爾山附近的地區都是卡蘭希爾（Caranthir）的領地，他在賴瑞爾山的西麓上建有堡壘。該堡壘在班戈拉赫戰役（Dagor Bragollach）期間被摧毀。尼南斯·阿農迪亞德戰役（Nirnaeth Arnoediad）結束，精靈軍隊撤出賴瑞爾山。